# Midas

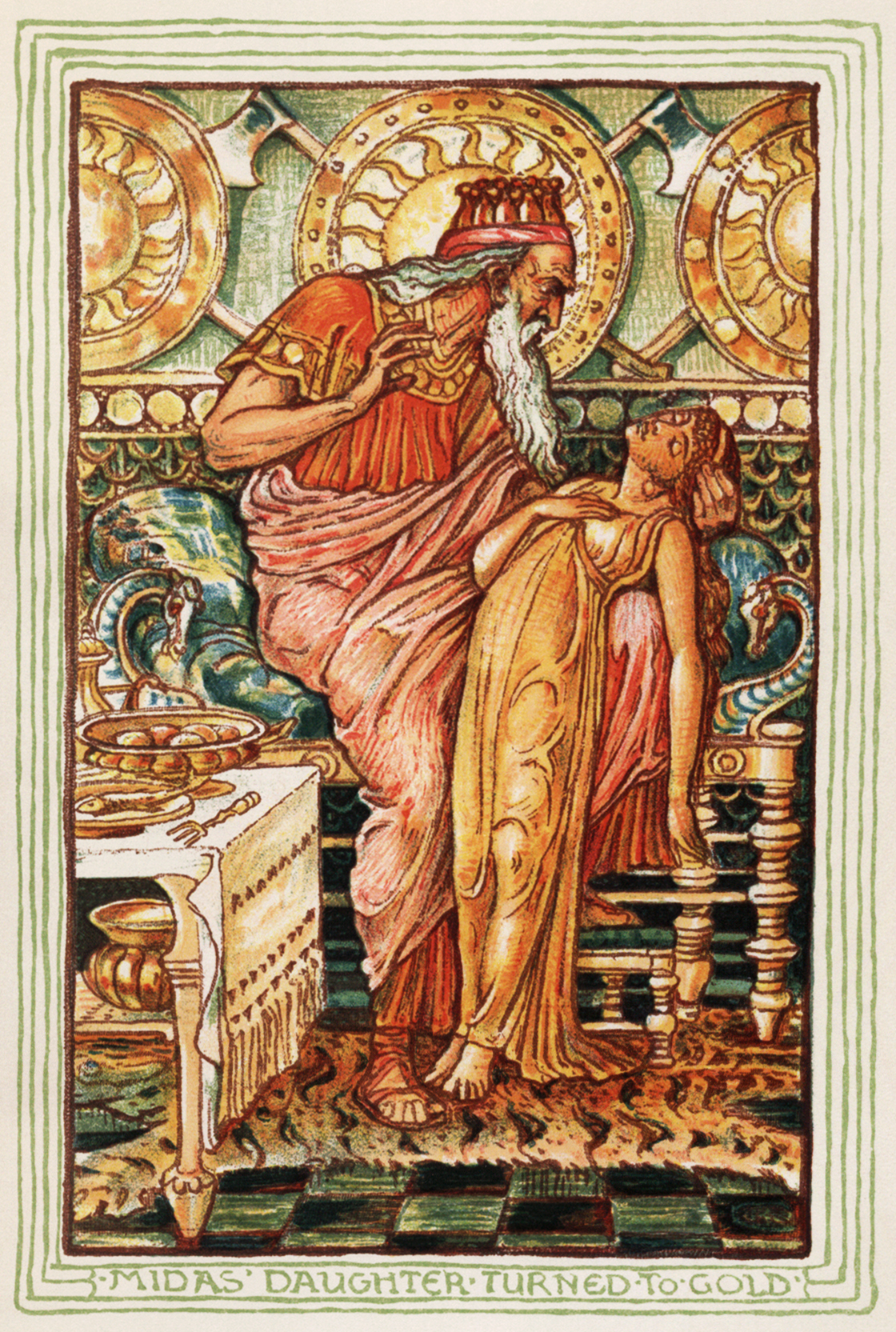
Regele Midas și fiica sa, ilustrație din A Wonder Book for Boys and Girls de Nathaniel Hawthorne

Midas este un personaj semilegendar; el a fost, conform mitologiei antice grecești, regele Pessinusului, o cetate din Frigia, cunoscut pentru abilitatea sa de a transforma orice atingea în aur. 
Conform Iliadei, a avut un fiu, Lityerses (Λituέρσης, în doriană Λituέρσας). În alte variante ale mitului, el a avut o fiică.

## Legende
S-au păstrat două legende legate de regele Midas: 
- Prima legendă spune că Midas, rege frigian era fiul lui Gordius. La un moment dat, Silenus, beat fiind, s-a rătăcit din cortegiul zeului Dionysos, care călătorea din Tracia spre Frigia. Fiindcă Midas s-a purtat bine cu Silenus, care fusese găsit în grădinile cu trandafiri ale regelui, Dionysos i-a făgăduit că, drept răsplată, îi va îndeplini orice dorință. Lacom de bogății, Midas a cerut să transforme orice atinge în aur. Dionysos i-a îndeplinit dorința, așa cum făgăduise. Spre groaza lui Midas, când a vrut însă să se ospăteze, n-a putut pune nimic în gură căci, de îndată ce atingea mâncarea sau băutura, se transformau în aur. Doborât de foame și sete, Midas i-a cerut atunci lui Dionysos să-l scape de darul său împovărător, deși acesta îl îmbogățea din ce în ce mai mult. Zeul l-a îndemnat pe regele Midas să se scalde în apele râului Pactolus. De îndată ce a făcut acest lucru, Midas a redevenit muritor de rând. În schimb, spune legenda, apele în care s-a scăldat au rămas de atunci bogate în nisip aurifer.

Bonetă frigiană, devenită în timpul Revoluției Franceze simbol al libertății.

- O altă legendă, relatată de  Ovidius Naso în Metamorfoze, spune că Apollo și Pan, care se întreceau în măiestrie cântând la liră, respectiv la fluier, l-au chemat pe zeul Tmolus să le judece arta. Acesta l-a numit câștigător pe Apollo, întreaga asistență fiind de acord cu el. Regele Midas, care se plimba în acel timp pe munte, i-a dat întâietate lui Pan (în alte variante ale legendei, în locul lui Pan apare satirul Marsyas [4]). Mânios, Apollo a făcut atunci să-i crească, de o parte și de alta a capului, o pereche de urechi de măgar. Cuprins de rușine, acesta își acoperă urechile sub o bonetă. Nimeni nu aflase de existența acestor urechi, în afară de un sclav, care venea să-l tundă. Acesta a fost amenințat cu moartea dacă spune cuiva taina. După o vreme, sclavul nu s-a putut abține și, pentru a nu fi pedepsit că a spus cuiva, a săpat o gaură în pământ și a șoptit acolo că „regele Midas are urechi de măgar”.